# Promotore editoriale
Il promotore editoriale, chiamato anche agente librario (da non confondersi con l'agente letterario), è la figura professionale che per conto dell'editore o di strutture intermedie (generalmente i distributori) promuove la vendita presso le librerie od organizzazioni analoghe.
Dopo aver effettuato la necessaria informazione editoriale sui titoli di novità e/o di catalogo, cura la raccolta degli ordini d'acquisto, raccoglie le prenotazioni, controlla che non si verifichino intoppi nella fase di distribuzione. Tradizionalmente nel settore librario vige il diritto al reso dell'invenduto ed è in genere il promotore che si occupa delle relative autorizzazioni
Per contro il promotore si assicura che le librerie diano sufficiente visibilità ai libri, ne cura il visual merchandising in particolare di quelli che possono interessare il pubblico generalista. A volte è la rete dei promotori che assicura il successo di vendita di un libro
In genere il promotore editoriale è pagato a provvigione e inquadrato come agente di commercio. In tal caso in Italia deve essere iscritto all'albo degli agenti e ha il trattamento previdenziale Enasarco, ma può essere anche un dipendente o un lavoratore parasubordinato con retribuzione fissa, oppure anche i compiti possono essere affidati a una azienda con un contratto di promozione, congiuntamente o separatamente da un contratto di distribuzione.

## Precedenti storici
Nell'Ottocento la pubblicazione dei libri era spesso preceduta da una sottoscrizione da parte degli utenti: una sorta di prenotazione dei testi, denominati associatori La formula è stata ripresa anche nel secolo successivo per enciclopedie, collane, formule a club.
Secondo il profilo redatto dalla Regione Veneto il promotore editoriale deve avere una laurea.

## La promozione scolastica
Una particolare caratteristica distingue la figura del promotore nell'ambito dell'editoria scolastica. Il settore è caratterizzato dal particolare ruolo assunto dagli insegnanti e dal collegio docenti che ha il compito di adottare per le singole classi il libro di testo. Il ruolo della libreria diventa solo di distribuzione fisica.
I promotori editoriali scolastici hanno il loro rapporto tutelato da accordi economici collettivi con particolari tutele previdenziali.

## La "fortuna" dei promotori
Il ruolo di promotore editoriale è stato per molte persone una via d'accesso al mondo dell'editoria. Sono entrati nella storia i casi di Italo Calvino presso la casa editrice Einaudi e di Ugo Mursia che prima di fondare l'omonima casa editrice, era promotore della Loescher e di altri editori ed era noto per girare nel dopoguerra le librerie di Milano in bicicletta. Molti direttori commerciali e marketing di prestigiose case editrici nonché editori in proprio hanno dato l'incipit alla loro carriera con questo ruolo.